# Érythème noueux

Érythème noueux chez un sujet tuberculeux.

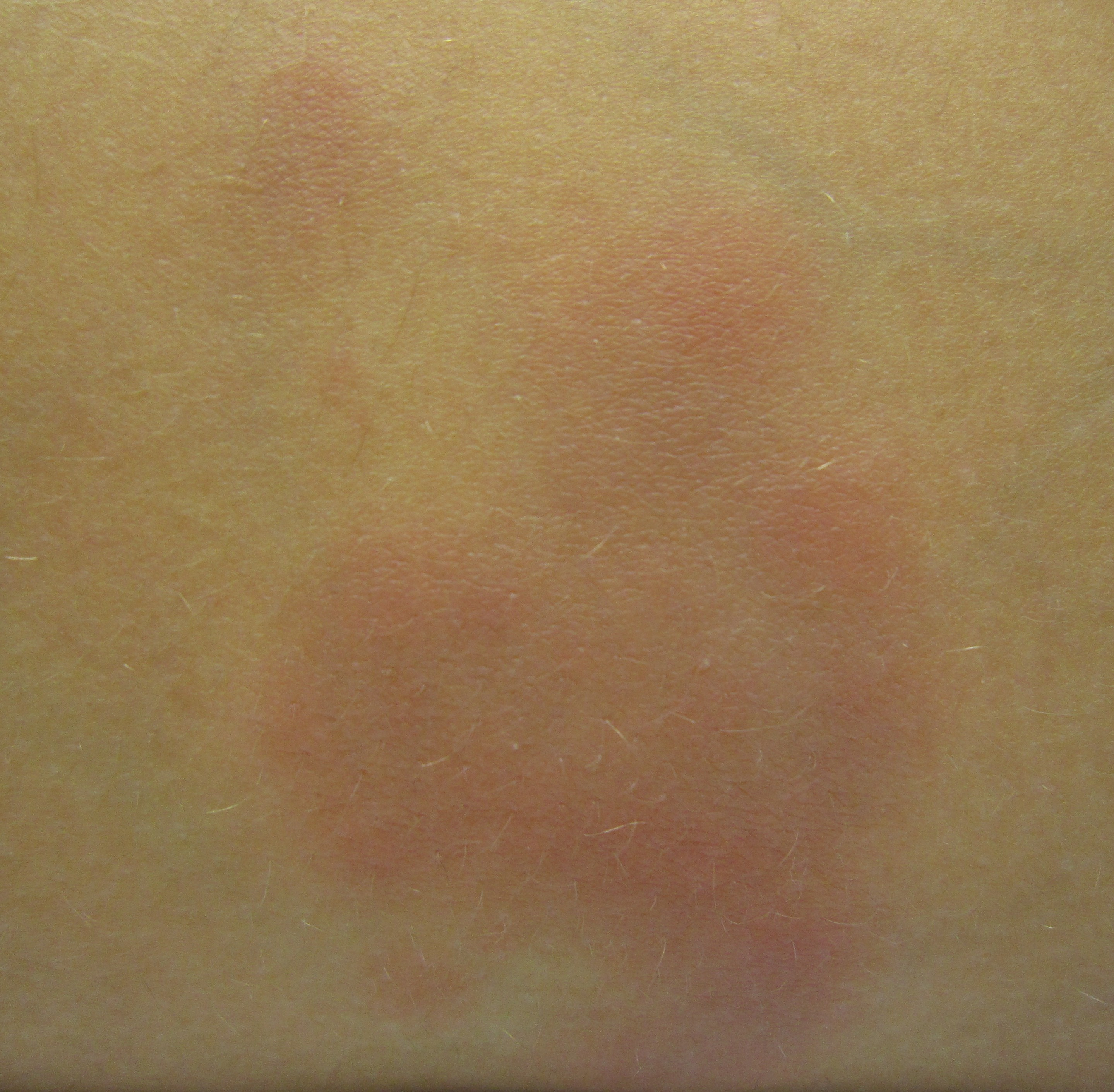
Une lésion d'érythème noueux.

 Mise en garde médicale
L'érythème noueux est une dermo-hypodermite septale. C'est la variante clinico-pathologique la plus fréquente des panniculites. C'est une hypodermite nodulaire aiguë, considérée comme une réaction d'hypersensibilité non spécifique à divers allergènes.

La lésion élémentaire est une nouure : c'est-à-dire un nodule ferme enchâssé dans la peau, arrondi, sensible à la palpation, parfois rouge, et chaud. Ces lésions dermatologiques, qui évoluent rapidement, apparaissent au niveau des jambes en nombre variable.

## Diagnostic
L'Érythème noueux est souvent suivi de la sarcoïdose (maladie assez rare) .

### Terrain
Atteinte fréquente des femmes  (25 à 70 ans).

### Positif
Le diagnostic est simplement clinique.

#### Phase pré-éruptive
Elle peut associer une fièvre, une asthénie, des arthralgies.

#### Phase éruptive
Elle est caractérisée par l'apparition de nodules arrondis dermo-hypodermiques (ou nouures), rouge vif ou violacés, bilatéraux, symétriques, localisés à la face d'extension des membres, adhérant au plan profond et à la peau.
Évolution en plusieurs poussées, disparition en 1 à 6 semaines sans séquelles.

#### Histologie
La lésion biopsiée montre une infiltration inflammatoire du derme, avec accumulation de polynucléaires, de lymphocytes, et de macrophages. L'érythème noueux est cependant « la seule hypodermite qui ne requiert pas de biopsie dans sa forme clinique typique » selon Velter & Lipsker (2016).

#### Biologie
Syndrome inflammatoire non spécifique.

### Étiologie
Les formes dites idiopathiques sont assez fréquentes, sinon de nombreuses causes peuvent être évoquées :

#### Maladiesinflammatoires
- Sarcoïdose (Syndrome de Löfgren)
- Maladie de Behçet
- Maladie de Takayasu[4]
- Entéropathies inflammatoires (MICI): maladie de Crohn, rectocolite hémorragique

#### Infections
- streptococcique
- Primo-infection de la tuberculose
- Infection digestive à "Yersinia enterocolitica"
- Infection digestive à "Yersinia pseudotuberculosis"
- Infection à "Chlamydia"
- Infection à "Salmonelle" (Salmonellose)
- Maladie des griffes du chat
- Hépatites (Virus A, B, C)
- Mycoses profondes, par exemple due à certains trichophytons (complication[5]).
- Brucellose
- Cytomégalovirus
- Herpès
- Mononucléose
- Maladie de Hansen (Lèpre)[6]

#### Médicaments
Allergie à des Sulfamidés, des antalgiques et AINS, ou à dérivés iodés.

#### Autres
- Lymphome hodgkinien, leucémies lymphoïdes
- Maladies inflammatoires chroniques de l'intestin (Maladie de Crohn)
- Au cours de la grossesse
- mutation génétique GATA2[7],[8]

Indiquons que dans 20 à 25 % des cas, aucune étiologie n'est retrouvée.[réf. nécessaire]

## Traitement
- Traitement de la cause (quand elle est connue)
- Antalgiques, anti-inflammatoire non stéroïdiens
- Repos
- Certains médecins préconisent la prise d'iodure de potassium